# Emma Langley
Emma Langley (23 novembre 1995) è una ciclista su strada britannica naturalizzata statunitense che corre per il team Virginia's Blue Ridge-Twenty28. Attiva in formazioni UCI dal 2020, è stata campionessa nazionale Elite in linea nel 2022.

## Palmarès

### Strada
- 2021 (Team TIBCO-SVB, due vittorie)

2ª tappa Joe Martin Stage Race (Fayetteville > Fayetteville)
3ª tappa Joe Martin Stage Race (Fayetteville, cronometro)
- 2022 (EF Education-Tibco-SVB, tre vittorie)

3ª tappa Joe Martin Stage Race (Fayetteville, cronometro)
Classifica generale Joe Martin Stage Race
Campionati statunitensi, Prova in linea Elite

#### Altri successi
- 2021 (Team TIBCO-SVB)

Classifica scalatori Joe Martin Stage Race
- 2022 (EF Education-Tibco-SVB)

1ª tappa, 1ª semitappa Tour Féminin International des Pyrénées (Artiguelouve > Lacq, cronosquadre)

## Piazzamenti

### Competizioni mondiali
- Campionati del mondo

Wollongong 2022 - In linea Elite: ritirata